# Нальчицько-Орджонікідзевська операція
Нальчицько-Орджонікідзевська операція (рос. Нальчикско-Орджоникидзевская операция) — фронтова оборонна операція радянських військ Північної групи військ Закавказького фронту (генерал-полковник Масленников І. І.) у ході стратегічної битви за Кавказ у 1942—1943 роках.

## Історія

### Передумови
Північна група військ Закавказького фронту займала оборону в смузі шириною близько 350 км, маючи у своєму складі 9-ту, 37-му, 44-ту і 58-му армії, два окремих стрілецьких і кавалерійський корпуси, дві кавалерійські дивізії і 4-ту повітряну армію.
Головне угруповання радянських військ перебувало на грозненському і орджонікідзевському напрямках. А на нальчицькому напрямку оборонялася 37-ма армія, ослаблена попередніми боями.
Німецьке командування до 23 жовтня вело активні наступальні дії за планом операції «Аттика», намагаючись прорвати радянську оборону на туапсинському напрямку. Не спромігшися подолати оборону Червоної армії на цьому напрямку командування 1-ї танкової армії групи армій «А» таємно провело перегрупування і зосередило свої основні сили (2 танкові і 1 моторизовану дивізії) на нальчицькому напрямку, для захоплення Орджонікідзе, щоб потім розвинути наступ у загальному напрямку Грозний-Баку і по Воєнно-грузинській дорозі на Тбілісі.
Командування Закавказького фронту не очікувало наступу вермахту на цьому напрямку, концентруючи головні свої сили в смузі 9-ї армії генерала Коротеєва К. А., де готувалася наступальна операція. Керівництво 37-ї та Північної групи військ не зуміли розгадати задум противника, незважаючи на повідомлення розвідки 9-ї і 37-ї армій про те, що німці проводять перегрупування. Це розглядалося як захід по зміцненню оборони.

### Хід битви

#### Німецький наступ
25 жовтня 1942 року рано вранці німецька авіація здійснила потужний наліт на війська і штаб 37-ї армії. Генерал Козлов виявився без зв'язку з Північною групою військ і позбувся управління своїми військами. О 10 годині румунсько-німецькі формування після сильного вогневого нальоту перейшли в наступ у загальному напрямку на Нальчик, завдаючи удару на стику 295-ї і 392-ї стрілецьких дивізій. Під тиском противника підрозділам цих дивізій довелося вести бій в оточенні або прориватися в Закавказзя через перевали Приельбрусся.
У другій половині 26 жовтня вермахт підійшов до Нальчику. Німці вважали, що радянські війська вже не зможуть зупинити їх і того ж дня через району Майський, Котляревська вдарили німецькі 13-та і 23-тя танкові дивізії. Прорвавши слабку оборону, німецькі танки до кінця дня просунулися більш ніж на 20 км.
Продовжуючи наступ, німецько-румунські війська притиснули частини генерала Козлова до передгір'я Головного Кавказького хребта. Утворювалася безпосередня загроза прориву німецьких танків до Орджонікідзе.
28 жовтня, прорвавши оборону 37-ї армії, противник зайняв Нальчик. 29 та 30 жовтня німецьке командування провело перегрупування 13-ї і 23-ї танкових дивізій генерал-майора Ганса фон Бойнебург-Ленгсфельда у напрямку західного берега річки Урух. 31 жовтня частини 1-ї німецької танкової армії завдали удару в районі Чиколи і вийшли в тил 10-го стрілецького корпусу, розгромивши його штаб. Прорвавши оборону корпусу, німці повели наступ на Ардон.
1 листопада формування вермахту зайняли Алагир і переправилися через річку Ардон. Внаслідок прориву німецької армії генерал армії Тюленєв І. В. ухвалив рішення відмовитися від запланованого наступу на Іщерском напрямку і віддав наказ терміново перекинути 10-й гвардійський стрілецький корпус 44-ї армії на відбиття німецького наступу.
З ранку 2 листопада німці за підтримки майже 100 танків прорвали зовнішній обвід Орджонікідзевського оборонного району на ділянці Фіагдон (20 км на захід від Орджонікідзе), Дзуарікау і вийшли до передмістя міста. До кінця доби противник захопив Гізель. Подальше просування німецьких військ зупинили резерви Північної групи, котрі підійшли.
На підступах до міста радянські війська вели затяті оборонні бої, намагаючись стримати натиск сильного танкового угруповання противника.
3 і 4 листопада німці намагалися розширити прорив, але всюди були відкинуті з великими для них втратами. 5 листопада наступ німців зупинився. Вузький «мішок», в якому опинилися німецькі війська під Орджонікідзе, все щільніше стягувався частинами, які прибували з резерву Північної групи військ. Створилася реальна можливість повного оточення і знищення ними німців у районі Гізелі.
Виходячи з обстановки, що склалася, командувач Північної групи військ вирішив провести контрудар силами трьох стрілецьких і чотирьох танкових бригад.
Вранці 6 листопада 11-й гвардійський стрілецький корпус завдав удар уздовж східного берега річки Фіагдон на Дзуарікау. Опівдні 10-й гвардійський стрілецький корпус за підтримки танкових бригад перейшов в атаку на Гізель. Завдяки успішному просуванню 11-го гвардійського стрілецького корпусу основні сили 23-й танковій дивізії німців виявилися майже повністю оточеними. У них залишався лише вузький коридор в районі Майрамадага шириною не більше 3 км. Німецькі частини робили наполегливі спроби вирватися з оточення і врятувати своє угруповання.
9 листопада, прагнучи підтримати підрозділи 13-ї танкової дивізії генерал-майора Трауготта Герра, німецьке командування кинуло в бій 2-гу румунську гірськострілецьку дивізію і німецький полк «Бранденбург», яких підтримували 60 танків.
Вранці 11 листопада війська лівого флангу 9-ї армії зломили опір німецьких ар'єргардів, оволоділи Гізель, а в другій половині дня зайняли Нову Санибу. На наступний день 9-та армія вийшла на рубіж річок Майрамадаг і Фіагдон. Подальше її просування було зупинено наполегливим опором німецьких формувань, який організував оборону по західному берегу річки Фіагдон.

### Наслідки
Нальчицько-Орджонікідзевська операція завершилася 12 листопада. Недооцінка сил і можливостей Закавказького фронту, а також переоцінка власних сил, призвели до провалу планів командування німецької 1-ї танкової армії. Її з'єднання не змогли подолати радянську оборону на всю глибину і розвинути тактичний успіх в оперативний. В результаті операції була зірвана остання спроба вермахту прорватися до Грозненського і Бакинського нафтогазоносних районах і в Закавказзі.